# Unibank
 (mai 2023).
Unibank, S.A. est une banque haïtienne. Elle est l'une des quatre banques privées avec Sogebank, Capital Bank et Banque de l'Union haïtienne et constitue la plus importante banque du secteur bancaire haïtien. En effet, pour l'année 2021, avec un actif de 146,663.45 millions de gourdes (MG) et 1 299 employés, elle garde la première place dans le classement des banques d'Haïti. Elle est suivie par la Sogebank (119,189.49 MG), la Banque nationale de crédit (92,294.15 MG), la Capital Bank (33,490.08 MG), la Banque de l'Union haïtienne (34,422.84 MG), la Sogebel (9,071.55 MG), la Citibank (4,894.18 MG) et la Banque populaire haïtienne (4,623.76 MG).
Son siège social est au 157, Rue Faubert, Pétion-Ville, Haïti.
Aujourd'hui, Unibank compte 54 succursales dont la première a été inaugurée le 19 avril 1993. Elle garde 48 % des comptes de dépôts disponibles dans le système bancaire d'Haïti. D'ailleurs, pour l'année fiscale de 2020, elle a atteint un niveau record dans ses comptes de dépôts : 1.205.430. De surcroit, cette banque dispose d’un réseau de 70 ATM et de 350 agents autorisés et a un effectif de 1 600 commerçants qui lui sont affiliés.

## Mission
Unibank se donne pour mission d’offrir à ses clients des services financiers personnalisés, technologiquement efficients et à des prix compétitifs. Aussi, elle est vouée à être une banque à couverture géographique nationale et à présence internationale sélective offrant des services financiers sur quatre fronts : Port-au-Prince, villes de provinces d'Haïti, territoires d'outre-mer où vivent des haïtiens, Internet.

## Historique
Fondée en 1993 par un groupe d'investisseurs haïtiens, elle est la plus jeune des banques haïtiennes et est la société principale du Groupe financier national (GFN). Unibank ouvrit ses portes en juillet 1993 au centre-ville de Port-au-Prince et compte à la fin de 2017, 51 succursales à travers Haïti.
En juillet 1995, Unibank atteint un record de plus d’un milliard de gourdes d’actifs.
En mai 1997, Unibank devient la 2ᵉ banque d’Haïti en termes d’actifs.
En décembre 1998, elle offre pour la première fois en tandem sur le marché haïtien les deux plus grandes cartes de crédit au monde : VISA et MASTERCARD
En août 1999, est créée une nouvelle filiale : la « UNITRANSFER USA, Inc. ». Elle est spécialisée dans les transferts trans-frontaliers.
En 2001, c'est une année record pour Unibank qui est restée considérée comme étant la banque privée la plus rentable du système bancaire haïtien.
En 2002, elle devient la première banque haïtienne à offrir un service d’Internet banking, et la première à être admise au SWIFT.
En 2006, elle accède au rang des 20 plus grandes banques de la caraïbe.
En 2007, la UNBANK offre un nouveau service et introduit un nouveau concept : « Guichets 7/7 ». Installés dans les supermarchés d'Haiti, ces guichets restent accessibles sept jours sur sept.
En 2008, elle lance son réseau d'ATM. En 2021, elle disposait déjà d’un réseau de 70 ATM, 350 agents autorisés et 1 600 commerçants affiliés.
En 2010, en partenariat avec Comcel, Unibank introduit la transaction mobile en Haïti où la pénétration cellulaire atteint 85 % contre un faible nombre de succursales bancaires.
En 2013, à l’occasion de la célébration de son 20e anniversaire, la banque fait un don de 1 million de dollars américains (1 000 000 USD) au Fonds spécial d’Éducation de la Fondation Unibank pour le secteur de l’éducation en Haïti.
En 2014, cette année marque le lancement de la carte de débit « UNIBANK Tout Kote ». À travers cette initiative, la banque entend « avoir une présence partout dans les 140 communes et les 570 sections communales d'Haiti ; une présence dans toutes les localités ayant au moins mille habitants ».
En Janvier 2016, Unibank fait l'acquisition de la part de GB Group (50 %) de Distributeurs nationaux, S.A. (DINASA) qui opère le plus grand réseau de stations services d'Haïti sous le nom de National et en détient l'intégralité des actions. Le 28 décembre 2016, Unibank fait l'acquisition des opérations en Haïti de la Banque Scotia.
À la fin du mois d'avril 2017, elle vend DINASA au groupe français Rubis.
En 2017, c'est une année qui marque l’acquisition des opérations de Scotiabank par Unibank et le lancement d’UnibankOnline.
En octobre 2023, Carl Braun figure sur une liste d’hommes d’affaires haïtiens qui, selon les autorités canadiennes, « attisent la violence et l’instabilité en Haïti en se livrant à des actes de corruption et à d’autres actes criminels, et en permettant aux gangs armés de mener des activités illégales qui terrorisent la population et menacent la paix et la sécurité en Haïti. »

## Filiales
Aujourd'hui Unibank, membre de l'ADIH, est un groupe bancaire avec plusieurs filiales et une fondation, chacune concentrée dans une activité financière spécifique:
- Unicarte : Il s'agit d'une carte de crédit offrant une limite de crédit allant de 300 à 4 999 USD
- Unifinance : il s'agit d'une Banque d'investissement. Membre du Groupe financier national, c'est la première institution financière offrant des services de banque d’affaires en Haïti. Ses services sont spécialisés dans les trois domaines suivants : Ingénierie financière et prise de participation ; transactions de valeurs mobilières ; gestion de patrimoine.
- Unicrédit : cette filiale se spécialise dans le financement des particuliers pour l’achat de biens de consommation durables et d’équipements.
- IMSA : cette filiale, fondée en avril 1995, se consacre dans la promotion immobilière
- SNI ou Société nationale d'investissement, se spécialise dans la gestion d'actifs
- Capital Consult, fondée depuis octobre 1979, elle est une pionnière dans la consultation et la plus ancienne société du Groupe financier national. C'est une société de conseil.
- Unitransfer : c'est le plus important point de services pour les opérations de transferts au sein des communautés haïtiennes a l'étranger.
- Micro Crédit national : cette filiale se consacre dans la microfinance.
- UniAssurances : Fondée en 2008, elle a un capital social de plus de 200 millions de gourdes et représente donc la compagnie d’assurance la mieux capitalisée d'Haïti.

## Chiffres clés
Le rapport annuel 2021 de Unibank fait état des chiffres suivants : 
- Nombre d'actionnaires : 412
- Dividende déclaré par actionnaire : 2 323 Gourdes
- Nombre d'employés : 2 103
- Nombre de succursales et de points de services : 1 088
- Nombre de compte de dépôts en Haiti : 1 205 430
- Nombre d'actifs : 132,7 milliards de gourdes
- Nombre de revenu net : 2,775 milliards de gourdes
- Nombre de prêt net : 42,3 milliards de Gourdes
- Pourcentage Ratio de Capital : 23,02 %
- Pourcentage Rendement sur fonds propres moyens : 24,72 %

## Réseau international de banques de correspondances

### États-Unis d'Amériques
- Bank of America, SWIFT: BOFAUS3M, ABA: 026009593
- Bank of New York Mellon, SWIFT: IRVTUS3N , ABA: 021000018
- Citibank, SWIFT: CITIUS33, ABA: 021000089

### Canada
Banque Nationale du Canada
SWIFT: BNDCCAMM

### Grande-Bretagne
Bank of America (London)
SWIFT: BOFAGB22

## Œuvres philanthropiques
Unibank s'investit dans des services à la communauté à travers sa fondation (fondation Unibank) qui est créée en avril 2006 et dont la pérennité est garantie par son patrimoine de 100 000 000 de gourdes. Cette fondation œuvre en accordant des subventions à des institutions, organismes et associations agissant dans des secteurs comme : le sport, la santé, l'entrepreneuriat, l'éducation, la promotion du livre et de la recherche, la culture (danse, musique, art, cinéma)

### Promotion du livre et de la recherche
Depuis, 1995, elle co-organise avec Le Nouvelliste, la plus grande foire du livre en Haiti : Livres en folie.
Depuis 2005, elle contribue à l'organisation du festival littéraire « Livres en liberté » dont le principal organisateur est Clément Benoit II
Elle subventionne annuellement la Bibliothèque des Frères de l'Instruction Chrétienne, l'une des plus anciennes bibliothèques d'Haiti.

### Éducation
En 2013, pour marquer ses 20 ans d'existence, Unibank a fait un don d'un million de dollars au secteur éducatif haïtien;
Elle octroie un financement récurrent à l’éducation des petites orphelines du foyer des Sœurs salésiennes ;
Elle a assuré la reconstruction de la section du secondaire du petit séminaire du collège Saint Martial.

## Administration
La Unibank est administrée par le conseil d'administration suivant, depuis sa fondation.
| Noms                  | Fonction |
| --------------------- | --- |
| F. Carl Braun         | Président émérite, administrateur-fondateur Élu au conseil d'administration le 23 novembre 1992                                             |
| Franck Helmcke        | Président du conseil d'administration Élu au conseil d'administration le 10 octobre 1996                                                    |
| Edouard Baussan       | 1er vice-président Élu au conseil d'administration le 23 novembre 1992                                                                      |
| Adrien Castera        | 2e vice-président Élu au conseil d'administration le 23 novembre 1992                                                                       |
| Max Chauvet           | 3e vice-président Élu au conseil d'administration le 30 juillet 1993                                                                        |
| Lyonel Dartiguenave   | Secrétaire du conseil d'administration, vice-président exécutif Sr. et directeur général Élu au conseil d'administration le 21 février 2001 |
| Jean-Pierre Blanchard | Membre Élu au conseil d'administration le 30 juillet 1993                                                                                   |
| Bertrand Buteau       | Membre Élu au conseil d'administration le 28 février 1997                                                                                   |